# 深入全面自贸区

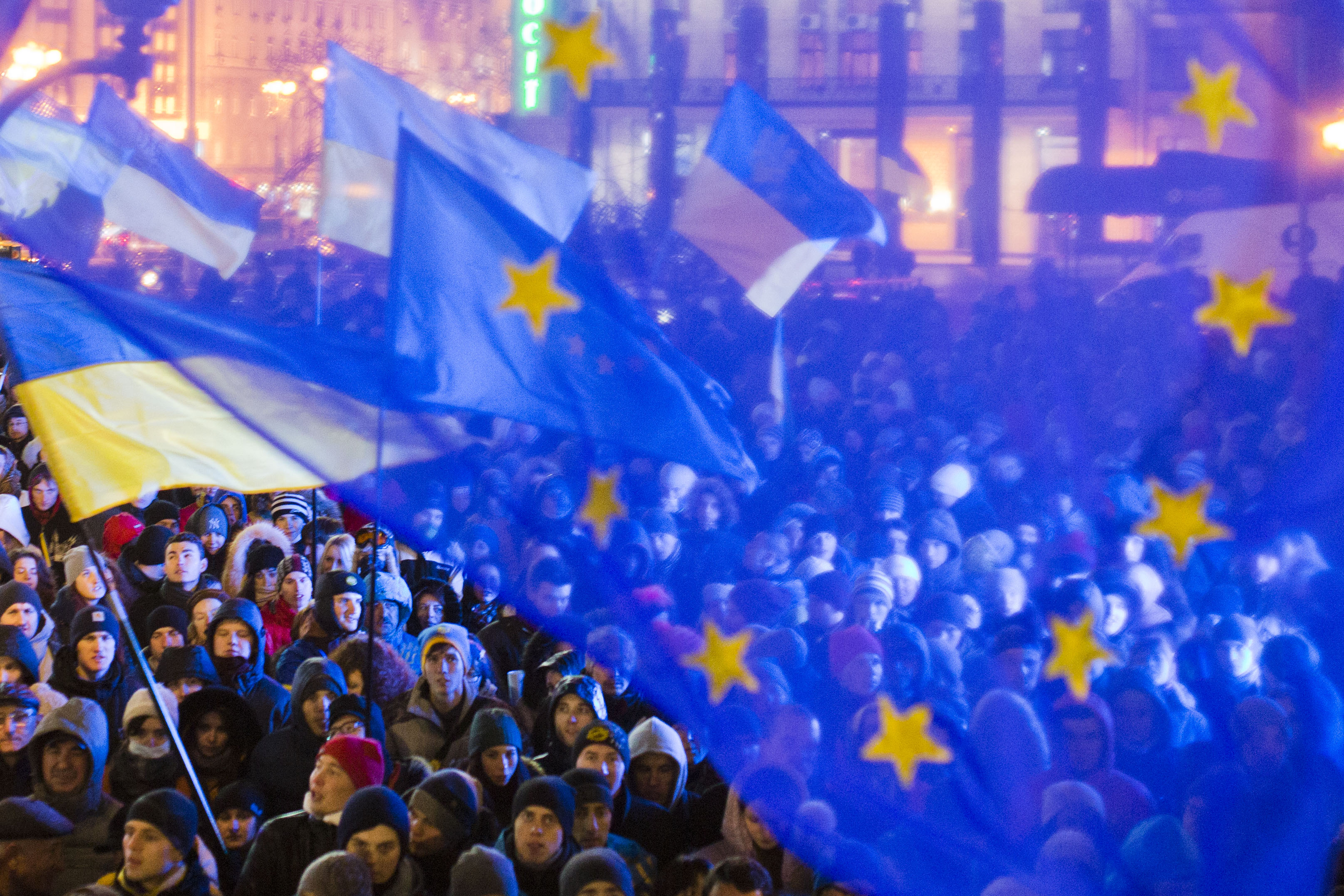
2013年11月27日，乌克兰亲欧盟示威运动期间在基辅举行的亲欧盟示威

深入全面自贸区（Deep and Comprehensive Free Trade Area，DCFTA）是欧洲联盟分別与格鲁吉亚、摩尔多瓦和乌克兰三國建立的三个自由贸易区。根據深入全面自贸区的規則，格鲁吉亚、摩尔多瓦和乌克兰的某些行业會納入歐洲單一市場，這三國的一些行业要執行與欧盟一致的監管政策。歐盟与摩尔多瓦和格鲁吉亚的协议于2016年7月正式生效，与乌克兰的协议于2017年9月1日起正式生效。与标准的自由贸易区不同，DCFTA的目的是讓三國享受欧盟单一市场的 "四大自由"：货物、服务、资本和人员的自由流动。不過人员流动僅限於短期旅行免签证。
欧洲议会於2014年通过了一项决议，指出 根据《欧洲联盟条约》第49条，格鲁吉亚、摩尔多瓦和乌克兰可以申请成为欧盟成员，条件是它们必须坚持民主原则，尊重基本自由和人权及少数族裔权利，并确保法治。